# Ender Scholtens
Ender Scholtens (25 april 1999) is een Vlaams online content creator.
Scholtens is als student toegepaste economische wetenschappen (TEW) begonnen aan de Katholieke Universiteit te Leuven, maar heeft daarna de overstap gemaakt naar de Vrije Universiteit Brussel. Sinds februari 2018 post Scholtens bijna iedere woensdag een vlog met zijn vrienden en sinds februari 2019 heeft hij zijn eigen podcast Gossip Guy.
Tijdens de coronapandemie maakte hij in een campagne van de Vlaamse overheid een podcast met Marc Van Ranst over mentale gezondheid bij jongeren.
Scholtens' volgers op sociale media zijn vooral Vlaamse jongeren. Hij bereikte in januari 2021 63.000 volgers op TikTok.

## Filmografie
Scholtens nam als insider deel aan originele series van het mediaplatform TAGMAG. Hij verscheen onder andere in Challenge Accepted, The Express en Student Confessions.
In 2019 speelde hij de slechterik Stijn in de serie "VLOGLAB Love" op VTM Kids.
In 2019 speelde hij een bijrol in de Vlaamse horrorfilm Yummy.
In 2021 had Ender ook een rolletje in de videoclip van het lied "Rendez-Vous" van Metejoor en Emma Heesters. In het najaar van 2024 nam hij deel aan De Verraders op VTM.

## Liveshows
Ender Scholtens deed in totaal drie liveshows, samen met co-host avondmaal, Willy Beeckmans. Waarin er elke keer een aantal bv's te gast kwamen, zoals in zijn podcast, maar dan live. Zo kwamen o.a. Karen Damen, Aster Nzeyimana, Klaasje Meijer en James Cooke. 
De liveshows:
1. Liveshow 1: 30 augustus 2023
2. Liveshow 2: 15 mei 2024
3. Liveshow 3: 3 mei 2025

## Prijzen
| Jaar | Prijs       | Categorie                 | Resultaat   |
| ---- | ----------- | ------------------------- | ----------- |
| 2021 | De Jamies   | Beste vlog                | 2de plaats  |
| 2022 | De Jamies   | Beste vlog                | Genomineerd |
| 2023 | De Jamies   | Beste vlog                | Genomineerd |
| 2023 | De Jamies   | Quarter Life Achievement  | Genomineerd |
| 2024 | De Jamies   | Talking Jamie: Gossip Guy | Gewonnen    |
| 2025 | De Jamies   | Talking Jamie: Gossip Guy | Genomineerd |
| 2025 | De Jamies   | Commercial Jamie: Zalando | Gewonnen    |
| 2025 | De Kastaars | Beste podcast: Gossip guy | Genomineerd |
| 2025 | De Kastaars | Online persoonlijkheid    | Genomineerd |